# Урочище «Кончаки»
«Урочище «Кончаки» — один з об'єктів природно-заповідного фонду Київської області, гідрологічний заказник місцевого значення.

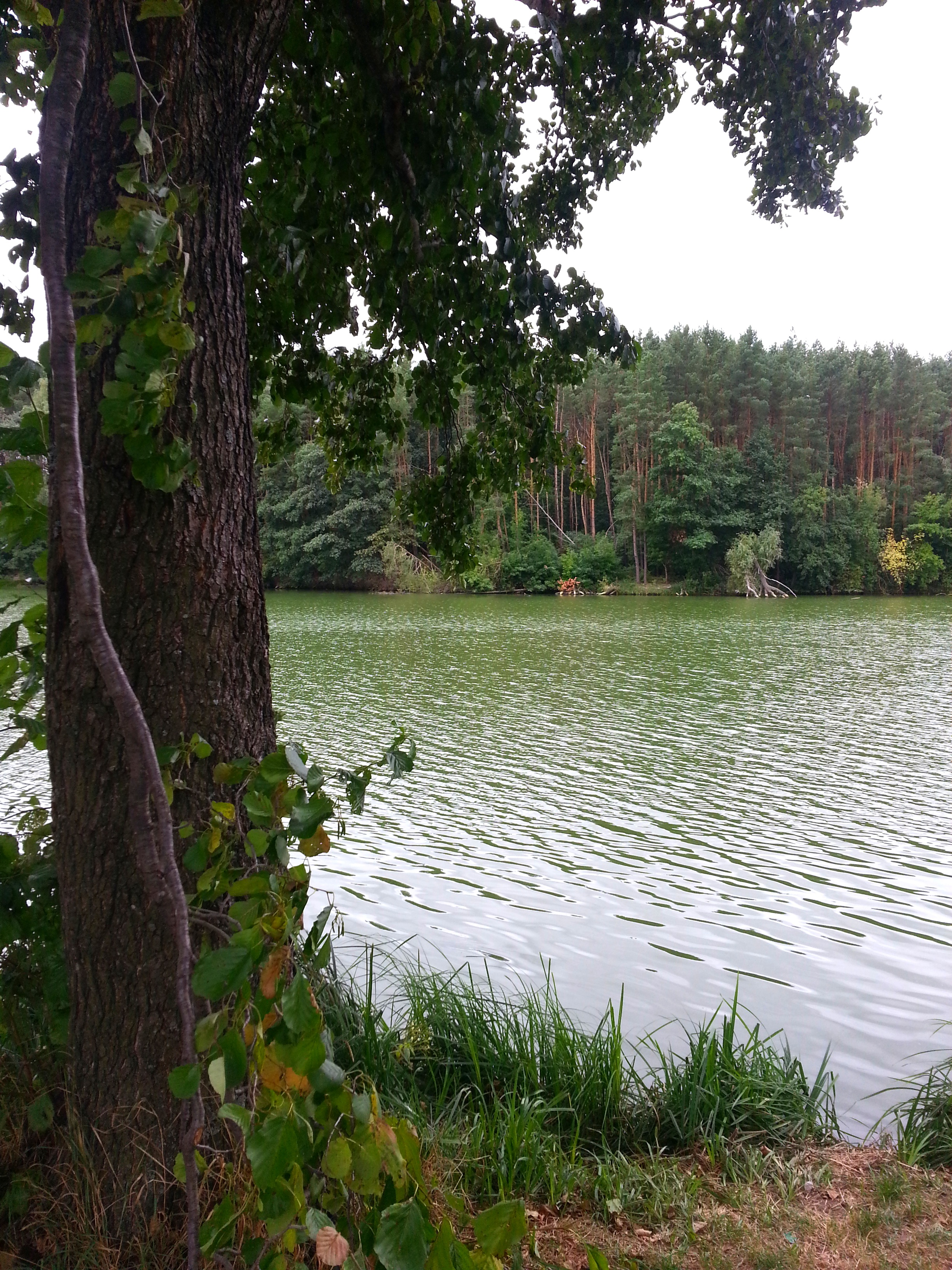
Річка Жарка

## Історія та розташування
Заказник розташовується в межах Снітинського лісництва ДП «Фастівське лісове господарство» – квартал 60 виділи 1, 2, квартал 61 виділи 1, 16, квартал 62 виділ 1, на території Дідівщинської сільської ради Фастівського району. Об’єкт займає площу 72 га. 
Оголошений рішенням 16 сесії ХХІ скликання від 10 березня 1994 р. Київської обласної ради народних депутатів «Про оголошення нововиявлених та резервування цінних для заповідання територій природно-заповідного фонду місцевого значення».

## Опис
Ділянка має гідрологічну цінність, оскільки розміщена в заплаві р. Ірпінь. Тут переважають вільхові насадження з густим покривом, де домінують угруповання осок. На території заказника зростають лікарські рослини, а також пальчатокорінник травневий, занесений до Червоної книги України.